# Coleophora scolopiphora
Coleophora scolopiphora é uma espécie de mariposa do gênero Coleophora pertencente à família Coleophoridae.